# Levrauds dwergral
De Levrauds dwergral (Laterallus levraudi) is een vogel uit de familie van de Rallen, koeten en waterhoentjes (Rallidae). Deze vogel is genoemd naar zijn ontdekker, de Franse consul in Venezuela en verzamelaar Léonce Levraud.

## Verspreiding en leefgebied
Deze soort is endemisch in noordelijk Venezuela.

## Status
De grootte van de populatie is in 2015 geschat op 1000-2500 volwassen vogels. Op de Rode lijst van de IUCN heeft deze soort de status kwetsbaar.